# Osvaldo Martínez
Osvaldo David Martínez Arce, noto semplicemente come Osvaldo Martínez (Luque, 8 aprile 1986), è un calciatore paraguaiano, centrocampista del Tacuary.

## Caratteristiche tecniche
È un centrocampista con buone doti tecniche, dotato di velocità ed agilità.

## Carriera
Il 10 dicembre 2012, dopo tre tornei con l'Atlante, viene annunciato il suo trasferimento all'América.

## Palmarès

### Club

#### Competizioni nazionali
- Campionato paraguaiano: 4

Libertad: 2006, 2007, Apertura 2008, Clausura 2008
- Campionato messicano: 1

Monterrey: Apertura 2009

#### Competizioni internazionali
- CONCACAF Champions League: 1

América: 2015-2016